# Cruïlles, Monells i Sant Sadurní de l'Heura

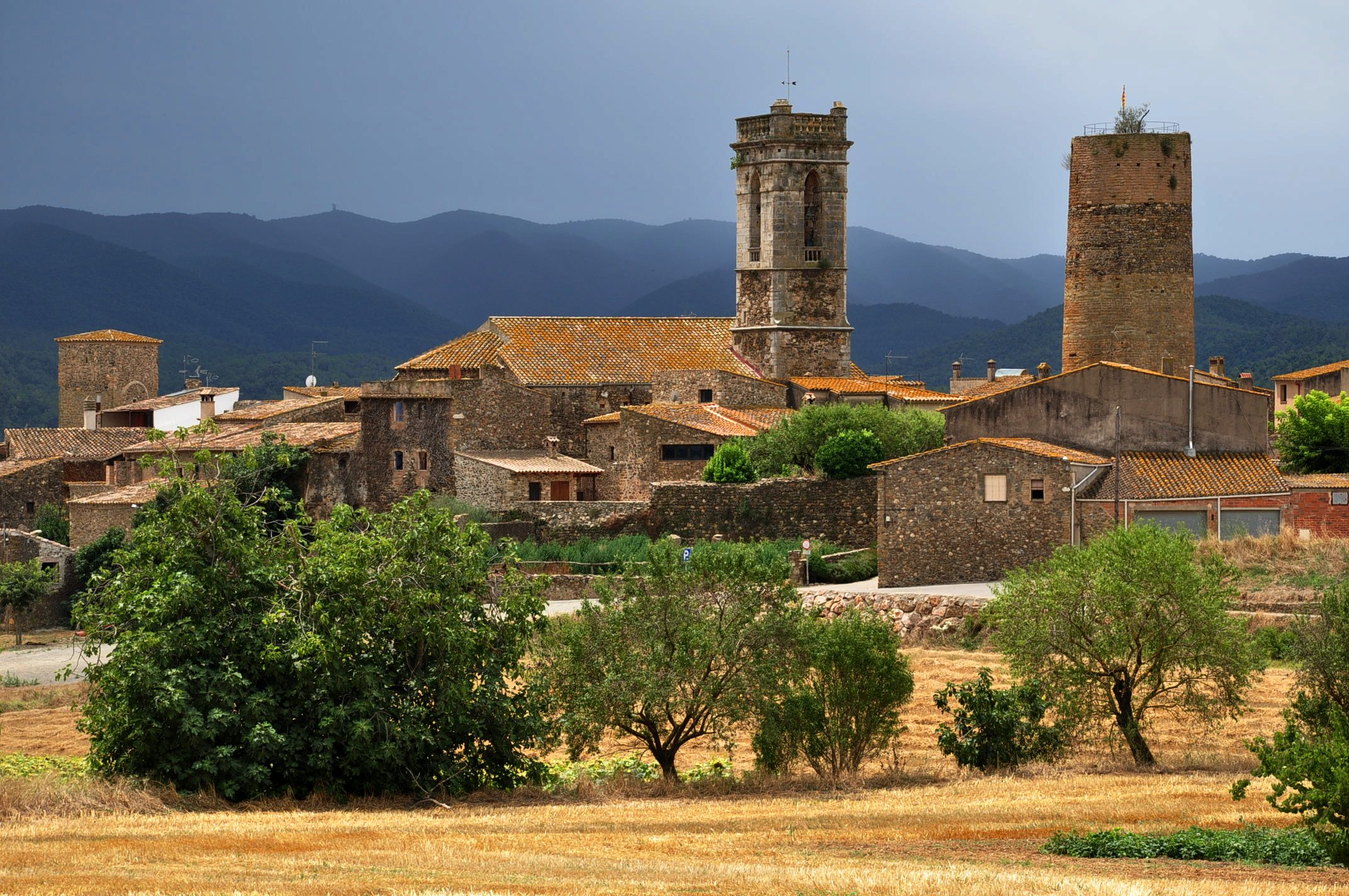
Cruïlles en het Massief van Gavarres

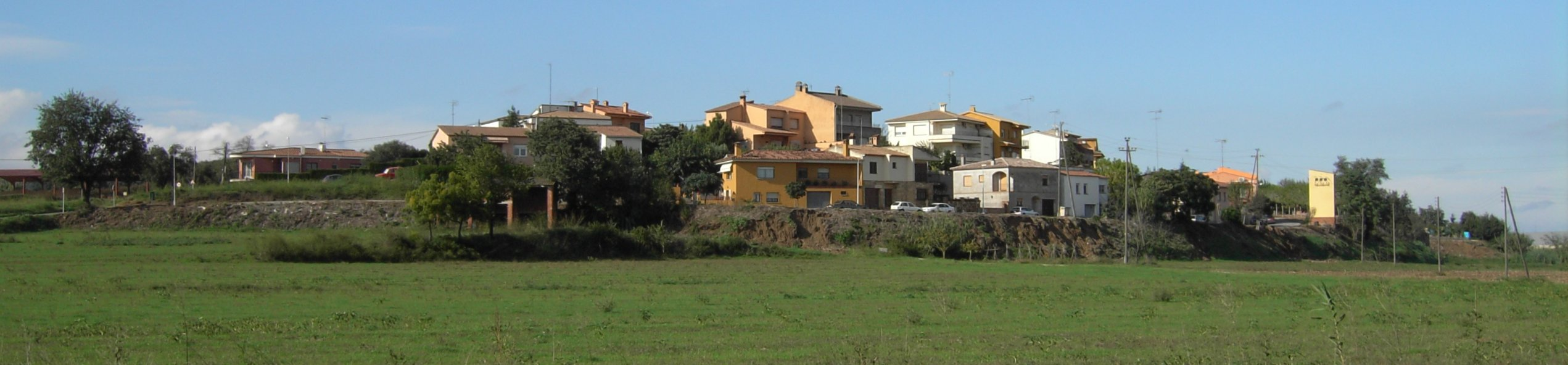
Puigventós

Cruïlles, Monells i Sant Sadurní de l'Heura is een gemeente in de Spaanse provincie Girona in de regio Catalonië met een oppervlakte van 100 km². Cruïlles, Monells i Sant Sadurní de l'Heura telt 1.292 inwoners (1 januari 2016).
Het gemeentehuis bevindt zich in Sant Sadurní de l'Heura.
De gemeente bestaat uit 3 dorpen (Cruïlles, Monells en Sant Sadurní de l'Heura) en uit de kern Puigventós. Puigventós is de grootste kern; het is een nieuwbouwwijk aan de rand van la Bisbal d'Empordà, maar valt nèt buiten de gemeentegrens van die stad. Bij Puigventós bevindt zich de vuilnisbelt Vacamorta (letterlijk: dode koe) die verantwoordelijk zou zijn voor een toename van nitraten in het water en daarom tot enige lokale controverses heeft geleid.
Het noorden en oosten van de gemeente liggen in de vlaktes van de Empordà; het zuiden en westen zijn heuvelachtig en vormen een deel van het van Gavarres. De gemeente wordt doorsneden door het riviertje Daró.

## Demografische ontwikkeling
Bron: INE, 1857-2011: volkstellingen
Opm.: De gemeente Cruïlles, Monells i Sant Sadurní de l'Heura ontstond in 1974 door de fusie van de voormalige gemeenten Cruïlles, Monells en Sant Sadurní de l'Heura